# 記載
記載（きさい、英語：description）とは書類などに書き記すことである。ここでは生物学、特に分類学における用語としての記載を解説する。

## 生物学における記載
生物学における記載とはある生物の形質を言葉や図、写真などで記述すること、およびした物である。生物の分類群を定義するために用いられ、特にそれが新しい分類群だった場合、それを論文等の形で発表することで新分類群として認められる。これを原記載という。国際藻類・菌類・植物命名規約では英語またはラテン語が指定されている。一方で国際動物命名規約では言語の指定がない。なお、一般的に学名に用いられる記相とは異なり生物の境界を定めたり違いを強調するための物ではない。これを記した論文を記載論文という。

## 広義
より広い意味では、記載とは科学全般において事物や現象をありのままに記録することである。その有様を書き示し、その構成要素を区分し、その個々について構造や働きについて観察し判断した結果を記録することである。
科学の諸分野は、記載科学に始まり、分析科学、あるいは実験科学に進展する。科学は、まず自然界に存在する事象を把握することから始まる。それをふまえて、その基にある法則性を捕らえるために分析や実験が行われるからである。
しかし、その中でも生物学は特に記載の科学であるといわれた。これは、それ以外の科学の分野に比べ、生物学の扱う生物は遙かに多様であり、しかもその構造は複雑だからである。おおよそ18世紀までの生物学は個々の記載にそのほとんどすべてが集約された。18世紀から19世紀半ばにそれらの知識を集め、比較検討することでそれらを体系付け、法則性を見いだそうとするために比較を重視する学問が現れた（比較解剖学、比較発生学など）。そして実験が生物学に使われるようになった時期は遺伝の分野や発生の分野でようやく19世紀半ば以降になってからのことである。

## 類義語
- 表記